# فرودگاه کورونیشن
فرودگاه کورونیشن (به انگلیسی: Coronation Airport) یک فرودگاه همگانی با کد یاتا YCT است که یک باند فرود آسفالت دارد و طول باند آن ۹۱۴ متر است. این فرودگاه در کشور کانادا قرار دارد و در ارتفاع ۷۹۱ متری از سطح دریا واقع شده‌است.